# Marcel Schmelzer
Marcel Schmelzer (Magdeburgo, Alemania, 22 de enero de 1988) es un exfutbolista alemán que jugaba como defensa y realizó toda su carrera en el Borussia Dortmund.

## Selección nacional
Fue llamado por el seleccionador nacional sub-21 para el Europeo de 2009, en el que participó con regularidad, aunque no como titular.
El 8 de mayo de 2014 fue incluido en la lista preliminar de 30 jugadores por el entrenador Joachim Löw con miras a la fase final del torneo en Brasil.

### Participaciones en Eurocopas
| Copa                    | Sede              | Resultado   |
| ----------------------- | ----------------- | ----------- |
| Eurocopa Sub-21 de 2009 | Suecia            | Campeón     |
| Eurocopa 2012           | Polonia y Ucrania | Semifinales |

## Estadísticas

### Clubes
Actualizado al último partido jugado de su carrera.
| Club | Div.          | Temporada     | Liga(1) | Liga(1) | Liga(1) | Copas nacionales(2) | Copas nacionales(2) | Copas nacionales(2) | Copas internacionales(3) | Copas internacionales(3) | Copas internacionales(3) | Total(4) | Total(4) | Total(4) | Media goleadora |
| Club | Div.          | Temporada     | Part.   | Goles   | Asist.  | Part.               | Goles               | Asist.              | Part.                    | Goles                    | Asist.                   | Part.    | Goles    | Asist.   | Media goleadora |
| --- | ------------- | ------------- | ------- | ------- | ------- | ------------------- | ------------------- | ------------------- | ------------------------ | ------------------------ | ------------------------ | -------- | -------- | -------- | --------------- |
| Borussia Dortmund II · Alemania | 5.ª           | 2005-06       | 1       | -       | -       | -                   | -                   | -                   | -                        | -                        | -                        | 1        | 0        | 0        | 0               |
| Borussia Dortmund II · Alemania | 4.ª           | 2007-08       | 26      | -       | -       | -                   | -                   | -                   | -                        | -                        | -                        | 26       | 0        | 0        | 0               |
| Borussia Dortmund II · Alemania | 4.ª           | 2008-09       | 10      | -       | 2       | -                   | -                   | -                   | -                        | -                        | -                        | 10       | 0        | 2        | 0               |
| Borussia Dortmund II · Alemania | 3.ª           | 2009-10       | 1       | -       | -       | -                   | -                   | -                   | -                        | -                        | -                        | 1        | 0        | 0        | 0               |
| Borussia Dortmund II · Alemania | Total club    | Total club    | 38      | 0       | 2       | -                   | -                   | -                   | -                        | -                        | -                        | 38       | 0        | 2        | 0               |
| Borussia Dortmund · Alemania | 1.ª           | 2008-09       | 12      | -       | 1       | 3                   | -                   | -                   | 1                        | -                        | -                        | 16       | 0        | 1        | 0               |
| Borussia Dortmund · Alemania | 1.ª           | 2009-10       | 28      | -       | 1       | 2                   | -                   | -                   | -                        | -                        | -                        | 30       | 0        | 1        | 0               |
| Borussia Dortmund · Alemania | 1.ª           | 2010-11       | 34      | -       | 3       | 2                   | -                   | -                   | 7                        | -                        | 1                        | 43       | 0        | 4        | 0               |
| Borussia Dortmund · Alemania | 1.ª           | 2011-12       | 28      | 1       | 4       | 4                   | -                   | -                   | 5                        | -                        | -                        | 37       | 1        | 4        | 0.03            |
| Borussia Dortmund · Alemania | 1.ª           | 2012-13       | 29      | -       | 1       | 4                   | 1                   | -                   | 13                       | 1                        | 2                        | 46       | 2        | 3        | 0.04            |
| Borussia Dortmund · Alemania | 1.ª           | 2013-14       | 19      | 1       | 3       | 4                   | -                   | -                   | 5                        | -                        | 1                        | 28       | 1        | 4        | 0.04            |
| Borussia Dortmund · Alemania | 1.ª           | 2014-15       | 22      | -       | 2       | 5                   | -                   | -                   | 6                        | -                        | -                        | 33       | 0        | 2        | 0               |
| Borussia Dortmund · Alemania | 1.ª           | 2015-16       | 26      | -       | 5       | 6                   | -                   | -                   | 15                       | -                        | 3                        | 47       | 0        | 8        | 0               |
| Borussia Dortmund · Alemania | 1.ª           | 2016-17       | 26      | -       | 1       | 6                   | 1                   | -                   | 7                        | -                        | 3                        | 39       | 1        | 4        | 0.03            |
| Borussia Dortmund · Alemania | 1.ª           | 2017-18       | 18      | -       | -       | 2                   | -                   | -                   | 7                        | 1                        | 1                        | 27       | 1        | 1        | 0.04            |
| Borussia Dortmund · Alemania | 1.ª           | 2018-19       | 9       | -       | 1       | 1                   | -                   | -                   | 3                        | -                        | -                        | 13       | 0        | 1        | 0               |
| Borussia Dortmund · Alemania | 1.ª           | 2019-20       | 7       | 1       | 1       | -                   | -                   | -                   | 1                        | -                        | -                        | 8        | 1        | 1        | 0.13            |
| Borussia Dortmund · Alemania | 1.ª           | 2020-21       | -       | -       | -       | -                   | -                   | -                   | -                        | -                        | -                        | 0        | 0        | 0        | 0               |
| Borussia Dortmund · Alemania | 1.ª           | 2021-22       | -       | -       | -       | -                   | -                   | -                   | -                        | -                        | -                        | 0        | 0        | 0        | 0               |
| Borussia Dortmund · Alemania | Total club    | Total club    | 258     | 3       | 23      | 39                  | 2                   | 0                   | 70                       | 2                        | 11                       | 367      | 7        | 34       | 0.02            |
| Total carrera | Total carrera | Total carrera | 296     | 3       | 25      | 39                  | 2                   | 0                   | 70                       | 2                        | 11                       | 405      | 7        | 36       | 0.02            |
| (1) Incluye datos de la Oberliga (2005-06); Regionalliga (2007-09); 3. Liga (2009-10); Bundesliga (2008-Act.). (2) Incluye datos de la DFB-Pokal (2008-Act.), DFL-Supercup (2012-14/2016-18). (3) Incluye datos de la Liga Europa de la UEFA (2008-09/2010-11/2015-18); UEFA Champions League (2011-15/2016-19). (4) No incluye partidos amistosos. |               |               |         |         |         |                     |                     |                     |                          |                          |                          |          |          |          |                 |

## Palmarés

### Campeonatos nacionales
| Título                | Club              | País     | Año     |
| --------------------- | ----------------- | -------- | ------- |
| 1. Bundesliga         | Borussia Dortmund | Alemania | 2010-11 |
| 1. Bundesliga         | Borussia Dortmund | Alemania | 2011-12 |
| Copa de Alemania      | Borussia Dortmund | Alemania | 2011-12 |
| Supercopa de Alemania | Borussia Dortmund | Alemania | 2013    |
| Supercopa de Alemania | Borussia Dortmund | Alemania | 2014    |
| Copa de Alemania      | Borussia Dortmund | Alemania | 2016-17 |
| Supercopa de Alemania | Borussia Dortmund | Alemania | 2019    |
| Copa de Alemania      | Borussia Dortmund | Alemania | 2020-21 |

### Campeonatos internacionales
| Título          | Club (*)              | País   | Año  |
| --------------- | --------------------- | ------ | ---- |
| Eurocopa Sub-21 | Selección de Alemania | Suecia | 2009 |

(*) Incluyendo la selección.